# Hugo Stinnes Schiffahrt
Die Hugo Stinnes Schiffahrt GmbH ist ein Reedereiunternehmen und war Teil des ehemaligen Großkonzerns Hugo Stinnes GmbH.

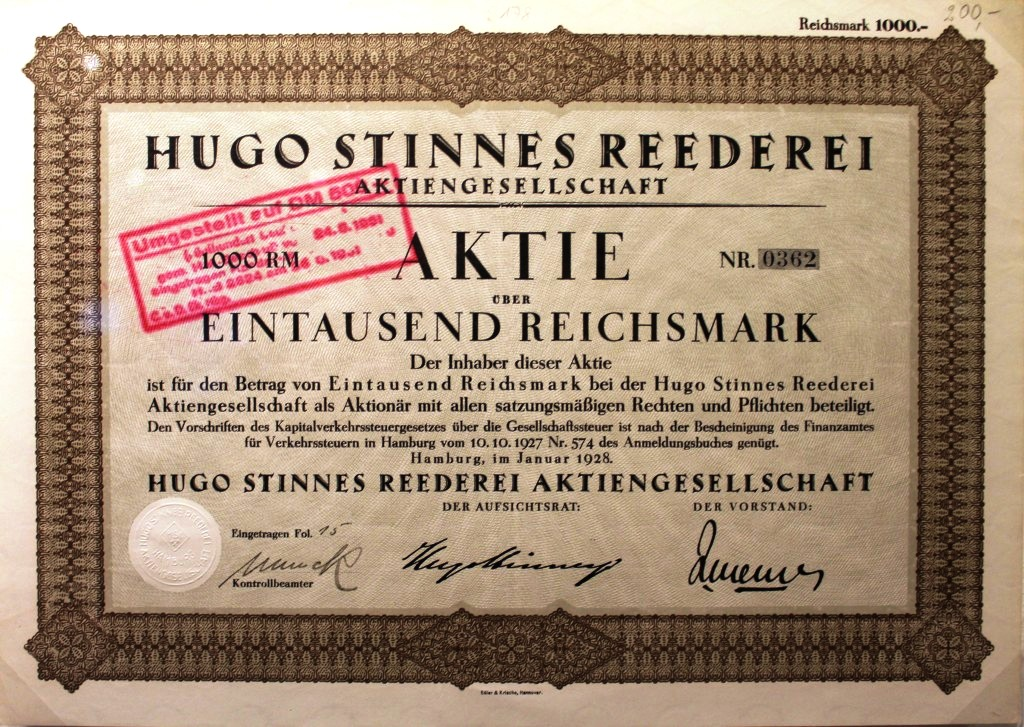
Aktien der Hugo Stinnes Schiffahrt

## Geschichte
Im Jahr 1808 gründete Mathias Stinnes eine Firma für Schifffahrt und Kohlehandel. Die Aktivitäten beschränkten sich hauptsächlich auf Rhein und Ruhr. 
Die Hugo Stinnes GmbH wurde 1907 zum Zweck des Kohlehandels an der Küste, des schiffsbezogenen Umschlags und der Reederei von Mathias Stinnes’ Enkel Hugo Stinnes, gegründet.
1917 gründete Hugo Stinnes die AG für Seeschifffahrt und Überseehandel in Hamburg. Diese Firma beinhaltete u. a. die Unternehmen von Mathias Stinnes und von Hugo Stinnes. In dieser AG liefen von nun an alle Fäden der Stinnes-Schifffahrtsinteressen und des Überseehandels zusammen. 
Nachdem der Versuch fehlschlug, durch Anteilsübernahme in etablierten Hamburger Reedereien Einfluss zu gewinnen, trat Hugo Stinnes 1920 in direkte Konkurrenz zu den drei großen Reedereien HAPAG, Norddeutscher Lloyd und Hamburg Süd.
1921 beteiligte sich Stinnes an der 1908 gegründeten Ozean-Linie der Reederei-Gruppe H. Schuldt, die im Liniendienst zwischen Europa und Kuba bzw. Mexiko tätig war. Bis zum Tod von Hugo Stinnes 1924 fuhren in Zusammenarbeit mit kleineren Reedereien über 30 Schiffe unter der Stinnes-Flagge bevorzugt nach Mittel- und Südamerika sowie nach Ostasien.
1926 erfolgte die Gründung der Hugo Stinnes Corporation zur Aufnahme amerikanischen Kapitals. In diese wurden alle wesentlichen Vermögenswerte der Familie Stinnes eingebracht. Der Familienanteil am Vermögen der Hugo Stinnes Corporation wurde 1942 von den USA als Feindvermögen beschlagnahmt. Die Hugo Stinnes Corporation wurde versteigert und als Hugo Stinnes Industries Inc. in New York fortgeführt.
Aufgrund von amerikanischen Auflagen aus der Hugo Stinnes Industries Inc. ausgeschlossen, machte sich die Familie Stinnes 1948 mit einigen Unternehmen in Deutschland selbstständig.
1950 gründeten Cläre Stinnes, Witwe des Gründers Hugo Stinnes, und die Söhne Hugo und Otto Stinnes eine neue Firma, die Hugo Stinnes Brennstoff-, Eisen- und Schiffahrtsgesellschaft, Zweigniederlassung Duisburg-Ruhrort. Otto Stinnes siedelte bald nach Hamburg um und übernahm dort mit der Firma „Hugo Stinnes“, Zweigniederlassung Hamburg, die Bereederung der Stinnes-Flotte.
Die 1963 gegründete KG Monsun (eine vollständige Tochtergesellschaft der Firma „Hugo Stinnes“, Zweigniederlassung Hamburg) und die Deutsche Seereederei Rostock GmbH gründeten nach erfolgter deutschen Wiedervereinigung 1992 das Schifffahrtsunternehmen DSR/Stinnes West Indies Services GmbH mit Sitz in Hamburg. 1998 wurde diese in H. Stinnes Linien GmbH umbenannt.
Die Deutsche Seereederei und die Prescher Anlagenbau GmbH aus Nienhagen erwarb 2002 die verbliebenen Anteile von der Familie Stinnes und verlegte den Firmensitz der „H. Stinnes Linien“ von Hamburg nach Rostock.
2008 verkaufte die Deutsche Seereederei Rostock GmbH die Aktivitäten der Hugo Stinnes Linien GmbH an die von Jens Kroczek gegründete Stinnes Holding GmbH. Diese führt bis heute die Schifffahrtsaktivitäten unter dem Namen Hugo Stinnes Schiffahrt GmbH weiter.
Obwohl seit über einem Jahrzehnt nicht mehr im Besitz der Familie Stinnes, ist die Firma „Hugo Stinnes Schiffahrt“ heute das einzige Unternehmen, das den Namen Stinnes trägt und noch in einem der drei ursprünglichen Betätigungsfelder des Stinnes-Konzeptes (Kohlegewinnung, Hüttenindustrie, Schifffahrt) tätig ist. 
Neben einem Vollcontainerdienst von und nach Südafrika ist die in Rostock ansässige Hugo Stinnes Schiffahrt GmbH Spezialist für den Überseetransport von Massenstückgut, Schwergut und Projektladung zwischen Nordeuropa, der Karibik und Mexiko; sie führt somit die Tradition der Ozean-Linie von 1921 fort.